# Список дипломатических миссий Самоа

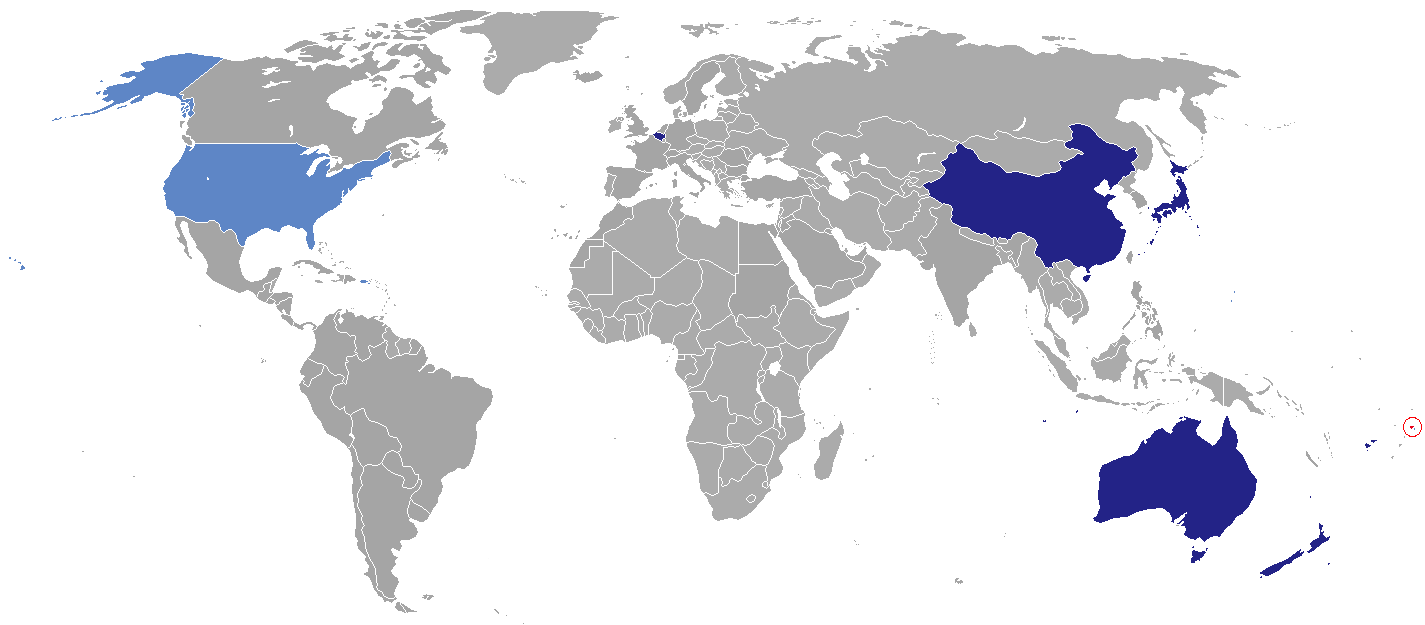

Список дипломатических миссий Самоа — Самоа обладает весьма незначительным числом дипломатических представительств за рубежом: преимущественно они находятся в странах Тихоокеанского бассейна. В странах — членах Британского содружества, к которым принадлежит и Самоа, его миссии возглавляет высший комиссар в ранге посла.

## Европа
- Бельгия
  - Брюссель (посольство)

## Америка
- США, Восточное Самоа 
  - Паго-Паго (генеральное консульство)

## Азия
- Китай
  - Пекин (посольство)
- Япония
  - Токио (посольство)

## Океания
- Австралия
  - Канберра (высший комиссариат)
- Новая Зеландия
  - Веллингтон (высший комиссариат)
  - Окленд (генеральное консульство)

## Международные организации
- Брюссель (миссия при ЕС)
- Нью-Йорк (постоянная миссия при ООН).